# Adam Black
Adam Balcerek (pseud. Adam Black) (ur. 8 maja 1977 w Poznaniu) – polski fotograf i reżyser zamieszkały w Dubaju, specjalizujący się w fotografice reklamowej. Sesje zdjęciowe tego fotografa, publikowane były w takich magazynach jak: Harper’s Bazaar Arabia, L’Officiel Middle East, WAD, Glamour, Schoen, Vogue China i KMAG. Prace Adama Balcerka były prezentowane na wystawach w Warszawie, Paryżu, Londynie i Buenos Aires. 

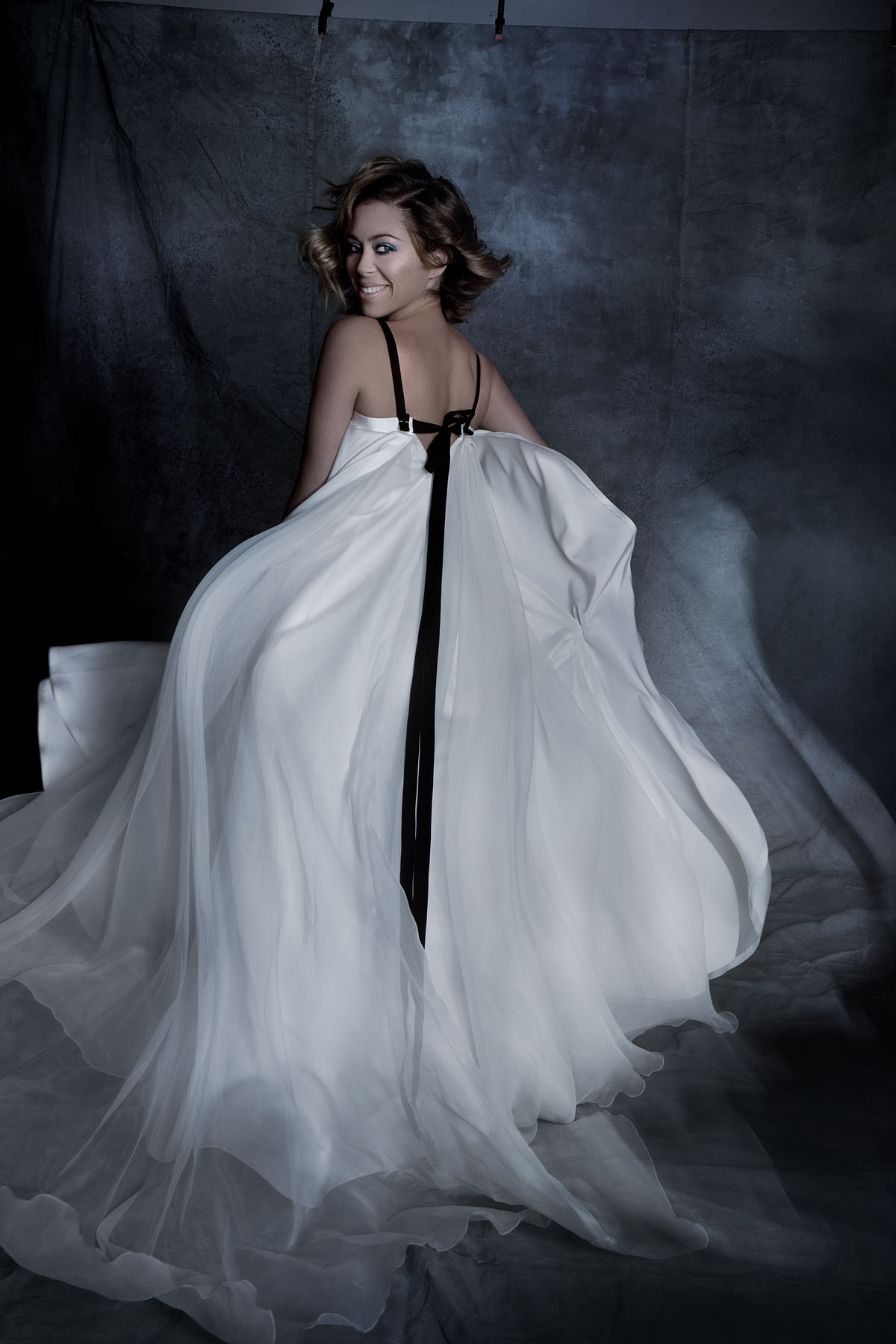
Natalia Kukulska w obiektywie Adama Balcerka

Wykonywał zdjęcia dla m.in:
- Tommy Hilfiger
- Natalia Kukulska
- Joanna Brodzik
- Latifa Raâfat(inne języki)
- Juliana Kanyomozi(inne języki)[5]

## Życiorys
Ukończył studia na Wydziale Architektury na Brandenburgische Technische Universität in Cottbus w Niemczech. Po obronie dyplomu pracował przez 4 lata jako architekt w niemieckim biurze architektonicznym RKW Rhode Kellermann Wawrowsky. Porzucił pracę architekta i postanowił poświęcić się całkowicie fotografii. Przeprowadził się do Paryża, gdzie pracował jako asystent w paryskich studiach fotograficznych, takich jak: Le Rouchon i PinUp Studio. Pracował jako asystent takich fotografów jak: Patric Shaw, Craig McDean, Sofia Sanchez & Mauro Mngiello, Felix Lammers, Patrick Demarchelier, Solve Sundsbo, Sarah Moon.
Na przełomie 2007/2008 roku wrócił do Warszawy i od tamtej pory pracował jako fotograf wykonując zdjęcia z dziedziny mody i reklamy. Pracował dla takich marek jak: Cartier, Dior, Garnier, Sony, Oriflame, Snickers, FashionOne TV, Toyota oraz agencji: BBDO, Saatchi & Saatchi, TBWA, Agencja Warszawa, Scholz & Friends.
Po roku 2010 przeniósł się do Londynu. Od tamtej pory wiele podróżował realizując zlecenia w Polsce, Francji, Hiszpanii, Niemczech, a także w Chinach, Maroku, Ugandzie i na Filipinach. Od przełomu lat 2015/2016 mieszka na stałe w Dubaju.
Przez cały okres swojej działalności jest silnie związany ze swoim ojczystym krajem Polską, w którym realizował i nadal realizuje wiele zleceń fotograficznych. Podczas 10. edycji Wielkiego Konkursu Fotograficznego National Geographic zasiadał w jury wraz Martyną Wojciechowską i Tomaszem Tomaszewskim. Wykonywał również zdjęcia w 4. edycji programu Top Model Poland. Poza zleceniami komercyjnymi poświęca się autorskim projektom charytatywnym, m.in. realizowanemu w Kenii – Photography for Nairobi.

## Nagrody i wyróżnienia
| Rok  | Nagroda |
| ---- | --- |
| 2006 | IPA International Photography Awards - Wyróżnienie Sztuk Pięknych |
| 2006 | Oscars of Fashion - I Nagroda dla najlepszego fotografa mody roku 2006 |
| 2007 | Wystawa indywidualna we wszystkich Multibankach w Polsce |
| 2008 | IPA International Photography Awards - Trzy Wyróżnienia w kategorii Fashion PRO |
| 2009 | IPA International Photography Awards - Wyróżnienie Fashion PRO |
| 2009 | PX3 Prix de la Photographie Paris - II Nagroda w kategorii: Moda Reklamowa |
| 2009 | SARP Pavilion 2 Foksal Street Warsaw - Hans Grohe Axor Urquiola Inspirations - wystawa zbiorowa |
| 2009 | Espace Dupon Paris - Prix de la Photographie Paris - wystawa zbiorowa |
| 2010 | IPA International Photography Awards - Wyróżnienie Reklamowy Produkt Pro |
| 2010 | Sony World Photography Awards - Jeden z 10 finalistów |
| 2010 | London International Creative Competition - Jeden z 4 najlepszych profesjonalnych fotografów |
| 2011 | The Worldwide Photography Gala Awards April - I i II Nagroda – Profesjonalni fotografowie – Reklama - II Nagroda – Profesjonalni fotografowie – Moda |
| 2011 | May Pollux Awards Contest - Professional Photographers Portfolio Fashion - I Nagroda - Single Images Advertising PRO - I i II Nagroda - Single Images Fashion PRO - I i II Nagroda |
| 2011 | IPA International Photography Awards - III Nagroda w kategorii Produkt Reklamowy PRO - Wyróżnienie Fashion PRO - Wyróżnienie Autopromocja PRO |
| 2011 | The Gala Awards July - I Nagroda – Professional Photographers – Advertising - I Nagroda - Professional Photographers – Fashion |
| 2011 | Worldwide Photography Gala Awards - - Międzyregionalny Konkurs Fotograficzny - Wyróżnienie |
| 2011 | The August Pollux Awards Contest - I i II Nagroda – Profesjonalni fotografowie – Reklama |
| 2011 | London International Creative Competition - Wyróżnienie / Reklama - Fotografia profesjonalna |
| 2011 | The Worldwide Photography Gala Awards - Professional Photographers - I Nagroda i Tytuł: Fotograf Roku 2011 |
| 2011 | Oranżeria Pałacu w Wilanowie (Warszawa - Polska) - Not Fashion Alone Event - wystawa indywidualna |
| 2012 | Buenos Aires - Centro Cultural Borges - Biennale Fotografii w Borges - wystawa zbiorowa |
| 2012 | Serca w Modzie (Warszawa - Polska) - Polskie Gwiazdy - wystawa i aukcja charytatywna |
| 2012 | IPA International Photography Awards - Reklama — Conceptual Pro — 2 wyróżnienia - Reklama — inne usługi reklamowe — wyróżnienie - Reklama — Produkt Pro — wyróżnienie - Reklama — Profesjonalista ds. autopromocji — wyróżnienie |
| 2012 | PX3 Altered Images - Wyróżnienie |
| 2013 | PX3 Prix de la Photographie Paris - I Nagroda - Professional - Advertising - Product - I Nagroda - Professional - Advertising - Self-Promotion - II Nagroda - Professional - Advertising - Product - II Nagroda - Professional- Advertising - Other AD - III Nagroda - Professional- Advertising - Other AD - Wyróżnienia w 6 różnych kategoriach |
| 2013 | IPA - International Photography Awards - 7 wyróżnień w 4 różnych kategoriach |
| 2014 | KTR - 4 nominacje - 2 Bronze Awards w kategoriach: Active Advertising i Print - Outdoor |
| 2014 | PX3 - II Nagroda - Professional - Reklama - Other AD - II Nagroda - Professional - Reklama - Portrait Culture |
| 2015 | PX3 - Wyróżnienie |